# Göran Åkerström
Dag Göran Robert Åkerström, född 17 mars 1926 i Uppsala, död där 23 maj 2020, var en svensk byggnadsingenjör. 
Åkerström, som var son till verkmästare Robert Åkerström och Margareta Wikström avlade ingenjörsexamen vid Hässleholms tekniska skola 1945. Han blev byggnadsingenjör på Per Lundquists arkitektkontor i Uppsala 1947 och var byggnadsingenjör hos arkitekt Gösta Wikforss i samma stad från 1963. Åkerström blev styrelseledamot i Uppsalaavdelningen av Svenska Byggnadsingenjörers Riksförbund 1963.